# アルフレッド・ド・キュルゾン
アルフレッド・ド・キュルゾン（Alfred de Curzon 、1820年9月7日 - 1895年7月4日）はフランスの画家である。

## 略歴
ヴィエンヌ県のミニェ＝オクサンスに生まれた。祖父にフランス革命時の亡命貴族軍（Armée des émigrés）の軍人で政治家のジョゼフ＝エマニュエル＝オーギュスト＝フランソワ・ド・ランベルティがいる。1838年、18歳の時に展覧会でウジェーヌ・ドラクロワの作品を見て強い印象を受け、美術家の道に進んだ。1840年にパリの高等美術学校に入学し、ミシェル・マルタン・ドロランに学んだ。1843年にサロン・ド・パリに出展した。1845年から、風景画家のルイ＝ニコラ・キャバLouis-Nicolas Cabat)にも学んだ。1849年に歴史画を出展し、ローマ賞で2位に終わったが、アカデミーから2年間のローマ留学の資格を得た。
ローマではアレクサンドル・カバネル、ジャン＝アシル・ベヌヴィル、フランソワ＝レオン・ベヌヴィル、フランソワ＝ルイ・フランセ、シャルル・ブッソンといったローマ留学中の若い芸術家と親しくなった。1852年にはジャーナリスト、作家のアボー(Edmond François Valentin About)と建築家のシャルル・ガルニエとギリシャも旅し、古代建築から受けた印象は、その後のキュルゾンの作品に影響を与えた。
サロンドパリで何度か入賞し、1867年のパリ万国博覧会の展覧会でも入賞した。1865年にレジオンドヌール勲章（シュバリエ）を受勲した 。

## 作品

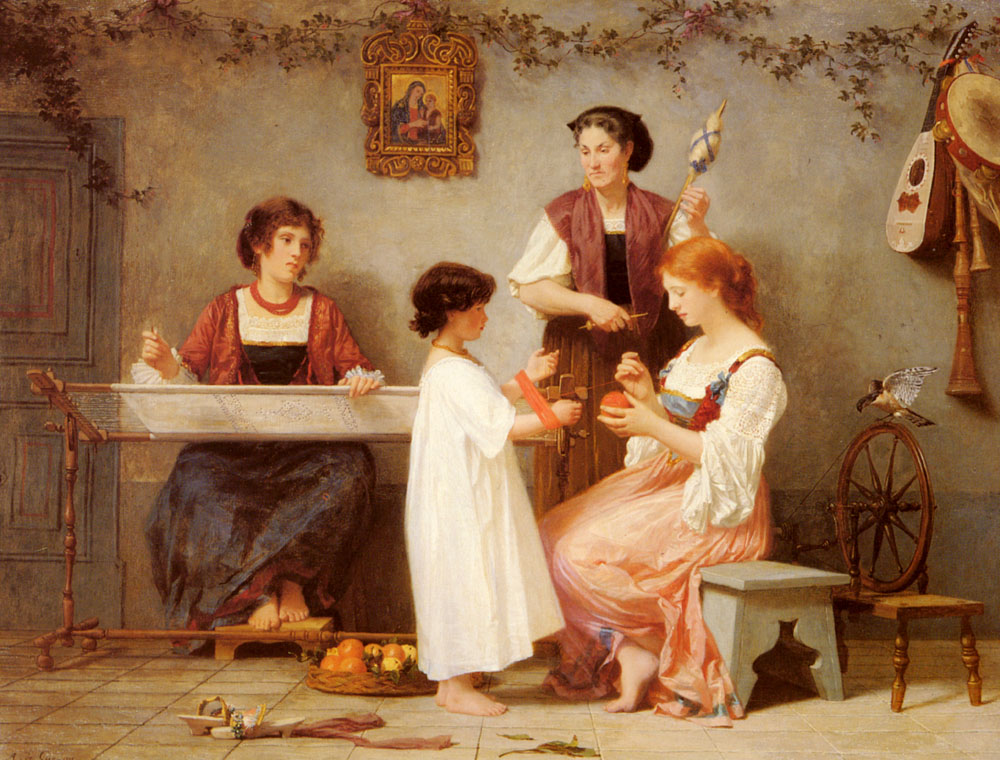
「昼下がり」
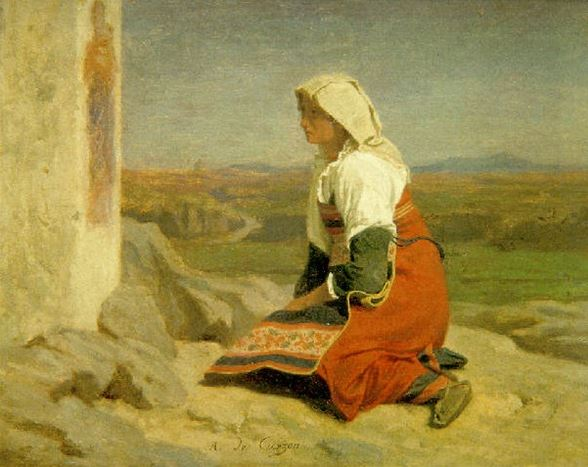
「マリアへの祈り」
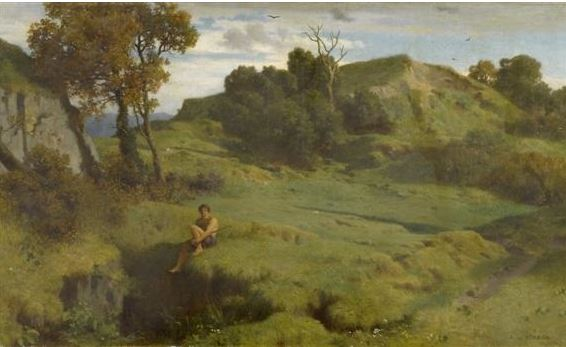
牧歌的な風景と羊飼い

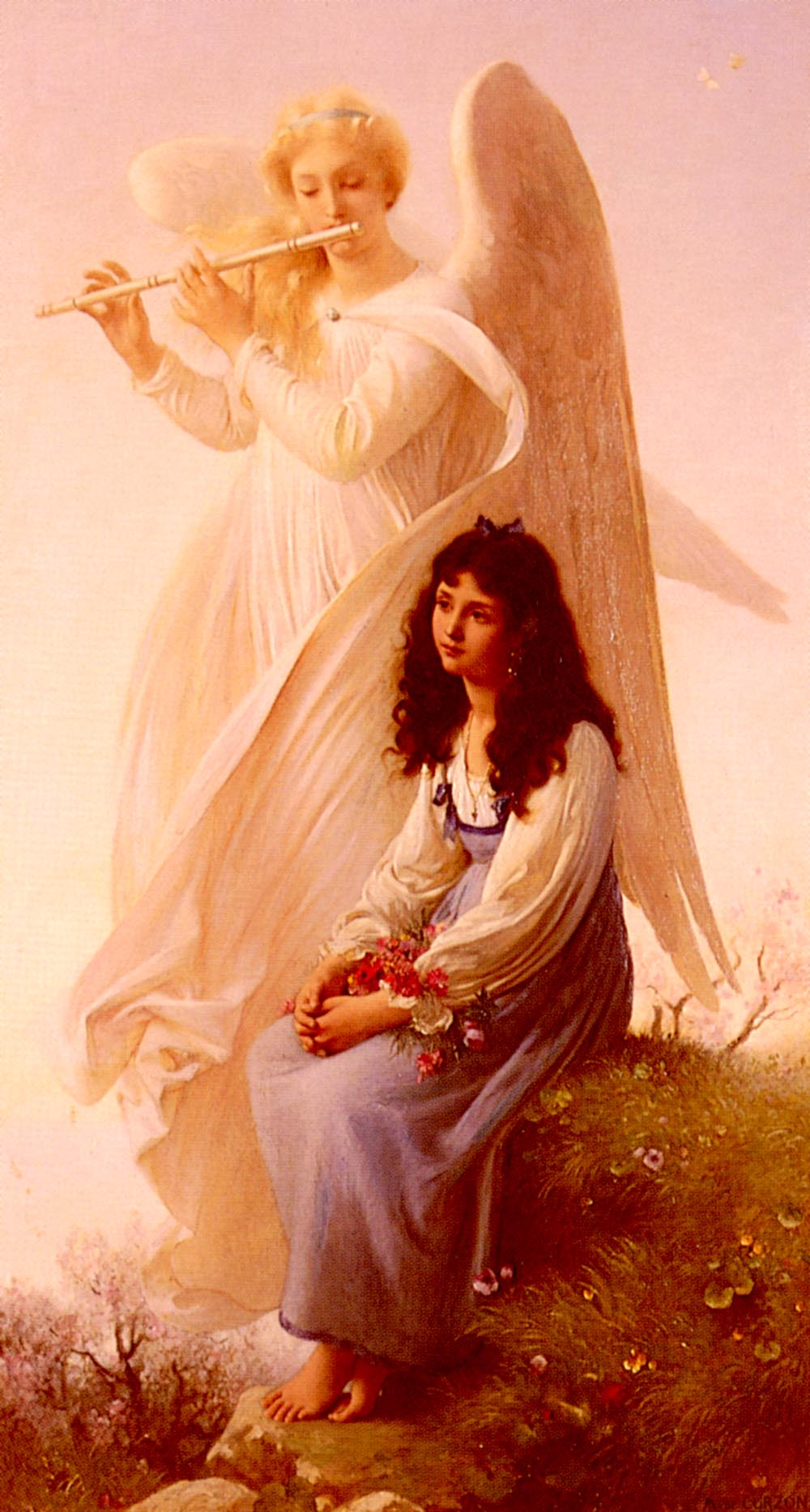
天使と少女
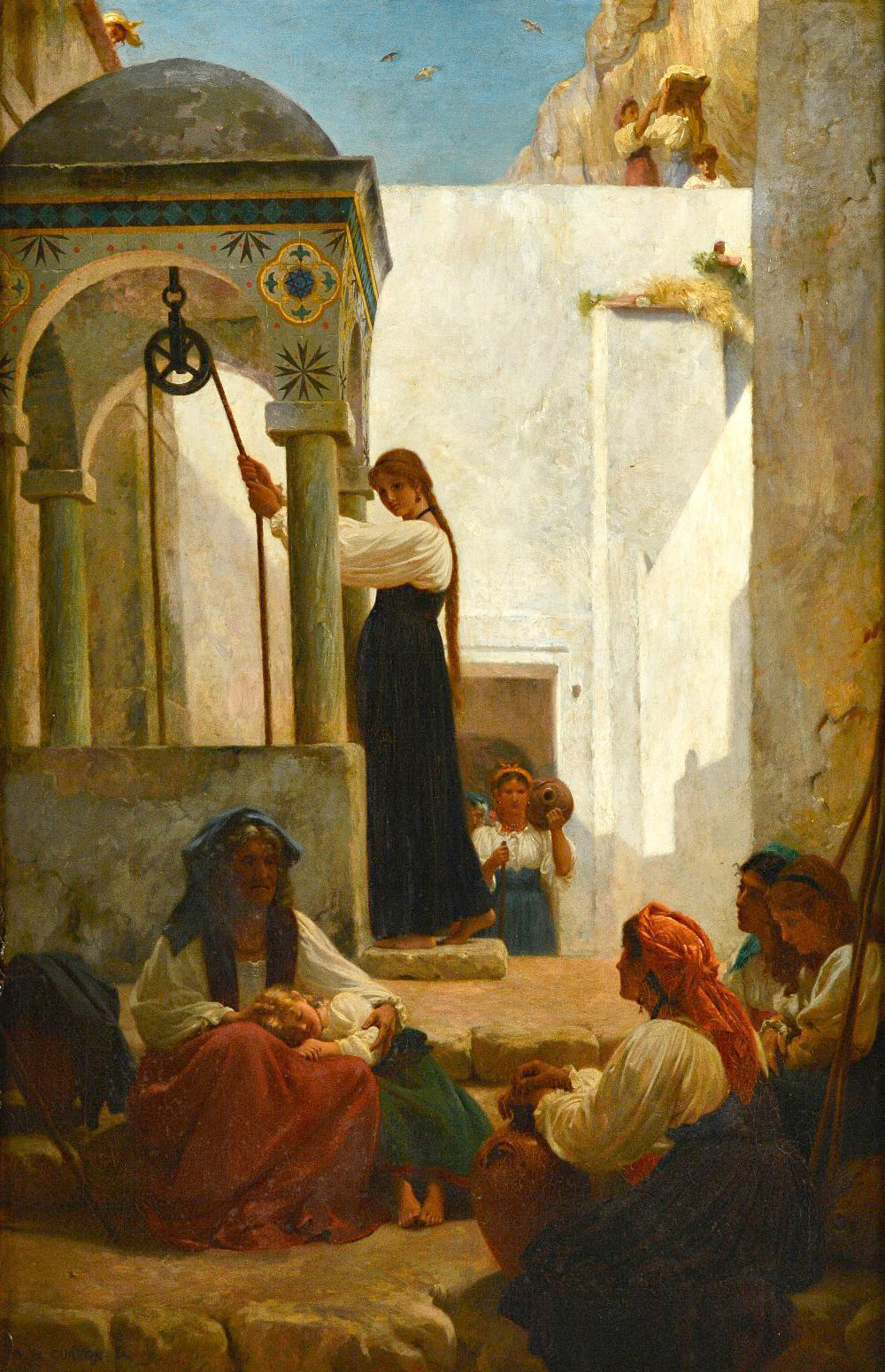
井戸で水をくむ女性
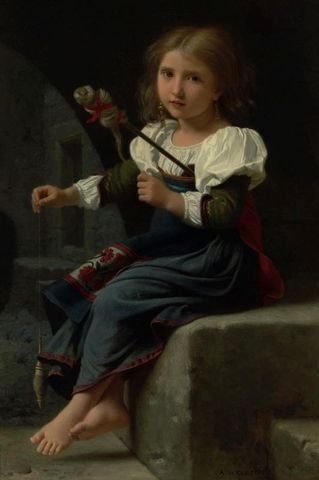
Young girl of Galinero
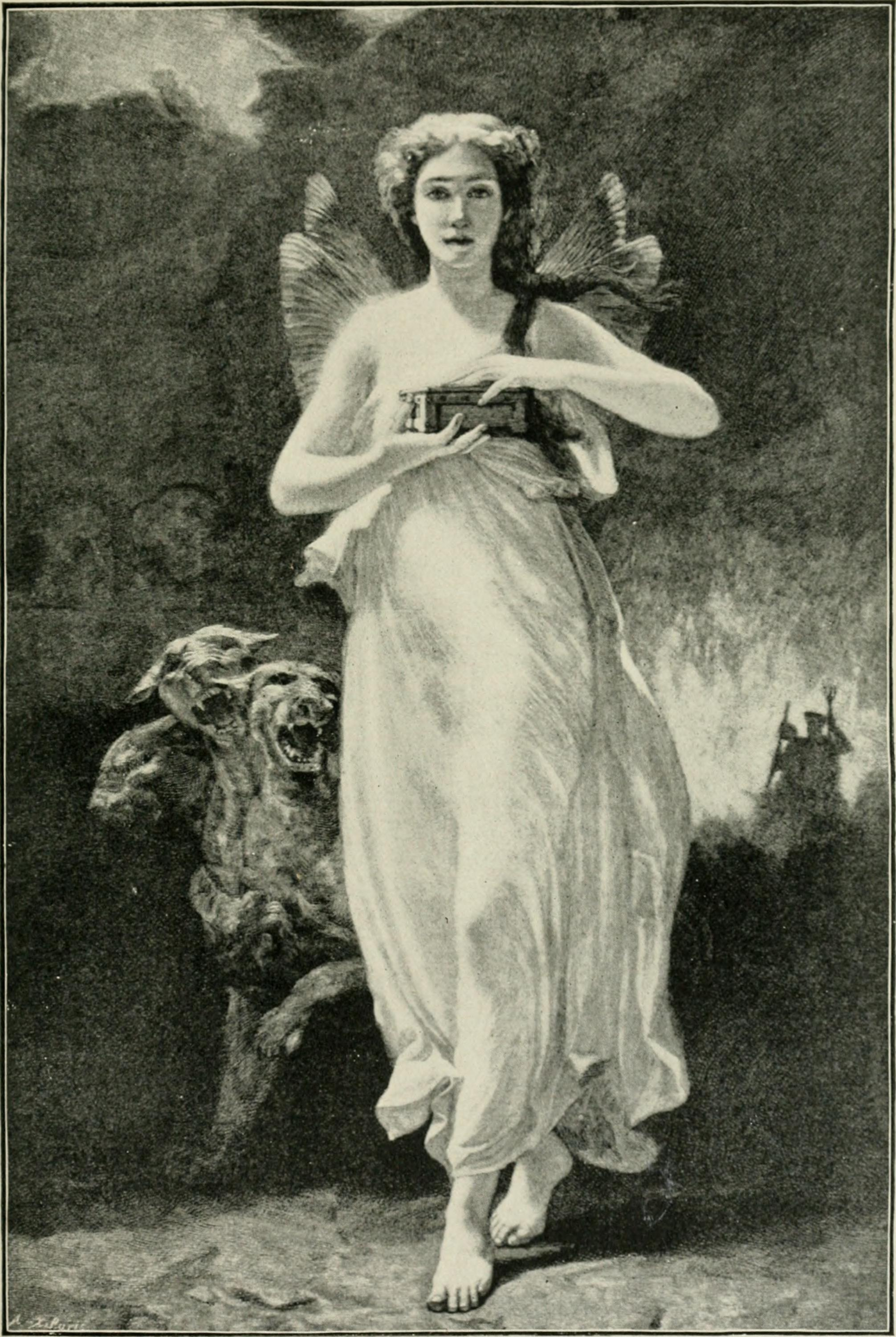
書籍挿絵